# Temporada 1987 de Fórmula 1
La temporada 1987 de Fórmula 1 fue la temporada 38a de la categoría. Estuvo compuesta de 16 carreras, donde participaron 16 equipos distintos y más de 30 pilotos. Nelson Piquet ganó su tercer y último campeonato de Fórmula 1 sobre su compañero Nigel Mansell, mientras que Williams-Honda ganó el Campeonato de Constructores con más de 60 puntos de ventaja sobre el segundo. La temporada de 1987 resultó una de las más anómalas y desequilibradas de la década, debido al dominio de Williams sobre sus adversarios.

## Novedades con relación a la temporada anterior
Las disputas políticas y legales que FISA y FOCA sostuvieron desde principios de esta década derivaron en una modificación al reglamento para la temporada 1987 que generó muchas dificultades a la mayoría de los equipos, ya que el reglamento de la FISA, inicialmente, estipulaba la obligatoriedad de los motores turbo hasta 1989. Hasta fines de 1986, Honda, TAG, Renault, Ferrari, BMW, Ford, Zakspeed, Alfa Romeo, Hart y Motori Moderni; contaban con unidades de potencia válidos para competir, pero la introducción puntualmente de dos medidas técnicas, la restricción en el soplado del turbo a 4 bar con una válvula de descarga suministrada por la FIA y la reducción en el consumo de combustible a 180 litros por carrera, complicó a varios proveedores de motores por lo sorpresivo de la medida. Dicha normativa generaró situaciones como la del BMW M12/13 que para desarrollar sus máxima de potencia y rendimiento necesitaba de al menos 5 bar de presión de soplado, sin embargo, la restricción de operar a 4 bar hizo que dejara de producir alrededor de 200 caballos de fuerza, por lo que en carrera su rendimiento era similar al del Cosworth DFZ aspirado. Producto de ello, Renault, BMW y Alfa Romeo terminaron abandonando la categoría, alterando la planificación de algunas escuderías que quedaron sin proveedor de motores y de otras que tuvieron que adaptarse a las nuevas regulaciones perjudicando sus posibilidades. 
Ante este panorama, se optó por introducir los motores V8 Ford Cosworth DFZ aspirados de 3500cc que terminaron equipando a varias escuderías de la parrilla. Como los motores aspirados eran muy inferiores a los turbo, para esta temporada se crearon el Trofeo Jim Clark y el Trofeo Colin Chapman, los que otorgaban puntaje, de forma paralela al campeonato, solo a pilotos y constructores de la categoría impulsados por motores de aspiración natural, resultando ganadores el piloto Jonathan Palmer y equipo Tyrrell respectivamente.  
Los motores BMW, ya sin asistencia ni respaldo técnico de la fábrica, siguieron equipando a la escudería Brabham, mientras que algunos de ellos fueron adquiridos por USF&G, empresa patrocinadora de Arrows, y fueron rebautizados como Megatron para ser propulsores de Arrows y Ligier. Osella siguió utilizando los motores Alfa Romeo, aunque las limitaciones impuestas perjudicaban notablemente su rendimiento, resultando un motor muy pesado y poco eficiente, con un elevado consumo que era incompatible con la normativa. Lola Larrousse, que perdió su motor debido al acuerdo de exclusividad de Ford con Benetton, y AGS, que tenía avanzadas conversaciones para utilizar Renault que decidió abandonar la categoría, tuvieron que recurrir al Ford Cosworth.

## Escuderías y pilotos
La siguiente tabla muestra los equipos para la temporada 1987 de Fórmula 1.
Al igual que en años anteriores, nuevamente se mantuvo el sistema de numeración adoptado en la temporada 1974, tomando como parámetros el par numérico "1-2" para el piloto campeón y su escudero, y los resultados del Campeonato de constructores 1973 para designar la numeración de los demás equipos.
Con relación a la temporada anterior, no hubo cambios numéricos en las escuderías de vanguardia, ya que el campeón 1986 Alain Prost continuó ligado a la escudería Marlboro McLaren International, pintando el "1" en el morro de su nuevo McLaren MP4/3.
Con relación a los otros equipos, a finales de la temporada anterior se había producido la baja del equipo Haas, sin embargo, su socio de esa temporada Lola Cars, reingresó a la categoría apuntalando a la nueva escudería francesa Larrousse. Por otra parte, March Engineering también retornó a la categoría con una unidad en pista, mientras que debutó el equipo Enzo Coloni Racing Car Systems.
| Escudería                      | Chasis   | Chasis           | Motor                              | Neu. | N.º | Pilotos            | Rondas |
| ------------------------------ | -------- | ---------------- | ---------------------------------- | ---- | --- | ------------------ | ------ |
| Marlboro McLaren International | McLaren  | MP4/3            | TAG TTE PO1 1.5 V6t                | G    | 1   | Alain Prost        | Todas  |
| Marlboro McLaren International | McLaren  | MP4/3            | TAG TTE PO1 1.5 V6t                | G    | 2   | Stefan Johansson   | Todas  |
| Data General Team Tyrrell      | Tyrrell  | DG016            | Ford Cosworth DFZ 3.5 V8           | G    | 3   | Jonathan Palmer    | Todas  |
| Data General Team Tyrrell      | Tyrrell  | DG016            | Ford Cosworth DFZ 3.5 V8           | G    | 4   | Philippe Streiff   | Todas  |
| Canon Williams Honda Team      | Williams | FW11B            | Honda RA167E 1.5 V6t               | G    | 5   | Nigel Mansell      | 1-15   |
| Canon Williams Honda Team      | Williams | FW11B            | Honda RA167E 1.5 V6t               | G    | 5   | Riccardo Patrese   | 16     |
| Canon Williams Honda Team      | Williams | FW11B            | Honda RA167E 1.5 V6t               | G    | 6   | Nelson Piquet      | Todas  |
| Motor Racing Developments      | Brabham  | BT56             | BMW M12/13 1.5 L4t                 | G    | 7   | Riccardo Patrese   | 1-15   |
| Motor Racing Developments      | Brabham  | BT56             | BMW M12/13 1.5 L4t                 | G    | 7   | Stefano Modena     | 16     |
| Motor Racing Developments      | Brabham  | BT56             | BMW M12/13 1.5 L4t                 | G    | 8   | Andrea de Cesaris  | Todas  |
| West Zakspeed Racing           | Zakspeed | 861 871          | Zakspeed 1500/4 1.5 L4t            | G    | 9   | Martin Brundle     | Todas  |
| West Zakspeed Racing           | Zakspeed | 861 871          | Zakspeed 1500/4 1.5 L4t            | G    | 10  | Christian Danner   | Todas  |
| Camel Team Lotus Honda         | Lotus    | 99T              | Honda RA167E 1.5 V6t               | G    | 11  | Satoru Nakajima    | Todas  |
| Camel Team Lotus Honda         | Lotus    | 99T              | Honda RA167E 1.5 V6t               | G    | 12  | Ayrton Senna       | Todas  |
| Team El Charro AGS             | AGS      | JH22             | Ford Cosworth DFZ 3.5 V8           | G    | 14  | Pascal Fabre       | 1-14   |
| Team El Charro AGS             | AGS      | JH22             | Ford Cosworth DFZ 3.5 V8           | G    | 14  | Roberto Moreno     | 15-16  |
| Leyton House March Racing Team | March    | 87P 871          | Ford Cosworth DFZ 3.5 V8           | G    | 16  | Ivan Capelli       | Todas  |
| USF&G Arrows Megatron          | Arrows   | A10              | Megatron M12/13 1.5 L4t            | G    | 17  | Derek Warwick      | Todas  |
| USF&G Arrows Megatron          | Arrows   | A10              | Megatron M12/13 1.5 L4t            | G    | 18  | Eddie Cheever      | Todas  |
| Benetton Formula Ltd           | Benetton | B187             | Ford Cosworth GBA 1.5 V6t          | G    | 19  | Teo Fabi           | Todas  |
| Benetton Formula Ltd           | Benetton | B187             | Ford Cosworth GBA 1.5 V6t          | G    | 20  | Thierry Boutsen    | Todas  |
| Osella Squadra Corse           | Osella   | FA1I             | Alfa Romeo 890T 1.5 V8t            | G    | 21  | Alex Caffi         | Todas  |
| Osella Squadra Corse           | Osella   | FA1I             | Alfa Romeo 890T 1.5 V8t            | G    | 22  | Gabriele Tarquini  | 2      |
| Osella Squadra Corse           | Osella   | FA1I             | Alfa Romeo 890T 1.5 V8t            | G    | 22  | Franco Forini      | 11-13  |
| Minardi Team                   | Minardi  | M187             | Motori Moderni Tipo 615-90 1.5 V6t | G    | 23  | Adrián Campos      | Todas  |
| Minardi Team                   | Minardi  | M187             | Motori Moderni Tipo 615-90 1.5 V6t | G    | 24  | Alessandro Nannini | Todas  |
| Ligier Loto                    | Ligier   | JS29 JS29B JS29C | Megatron M12/13 1.5 L4t            | G    | 25  | René Arnoux        | 2-16   |
| Ligier Loto                    | Ligier   | JS29 JS29B JS29C | Megatron M12/13 1.5 L4t            | G    | 26  | Piercarlo Ghinzani | 2-16   |
| Scuderia Ferrari               | Ferrari  | F1/87            | Ferrari 033D 1.5 V6t               | G    | 27  | Michele Alboreto   | Todas  |
| Scuderia Ferrari               | Ferrari  | F1/87            | Ferrari 033D 1.5 V6t               | G    | 28  | Gerhard Berger     | Todas  |
| Larrousse Calmels              | Lola     | LC87             | Ford Cosworth DFZ 3.5 V8           | G    | 29  | Yannick Dalmas     | 14-16  |
| Larrousse Calmels              | Lola     | LC87             | Ford Cosworth DFZ 3.5 V8           | G    | 30  | Philippe Alliot    | 2-16   |
| Enzo Coloni Racing Car Systems | Coloni   | FC187            | Ford Cosworth DFZ 3.5 V8           | G    | 32  | Nicola Larini      | 11, 13 |

## Resultados
| Carrera | Gran Premio                                | Fecha            | Poles Position | Vuelta rápida  | Piloto ganador | Constructor ganador | Resultados |
| ------- | ------------------------------------------ | ---------------- | -------------- | -------------- | -------------- | ------------------- | ---------- |
| 1       | Gran Premio de Brasil                      | 12 de abril      | Nigel Mansell  | Nelson Piquet  | Alain Prost    | McLaren-TAG         | Resultados |
| 2       | Gran Premio de San Marino                  | 3 de mayo        | Ayrton Senna   | Teo Fabi       | Nigel Mansell  | Williams-Honda      | Resultados |
| 3       | Gran Premio de Bélgica                     | 17 de mayo       | Nigel Mansell  | Alain Prost    | Alain Prost    | McLaren-TAG         | Resultados |
| 4       | Gran Premio de Mónaco                      | 31 de mayo       | Nigel Mansell  | Ayrton Senna   | Ayrton Senna   | Lotus-Honda         | Resultados |
| 5       | Gran Premio del este de los Estados Unidos | 21 de junio      | Nigel Mansell  | Ayrton Senna   | Ayrton Senna   | Lotus-Honda         | Resultados |
| 6       | Gran Premio de Francia                     | 5 de julio       | Nigel Mansell  | Nelson Piquet  | Nigel Mansell  | Williams-Honda      | Resultados |
| 7       | Gran Premio de Gran Bretaña                | 12 de julio      | Nelson Piquet  | Nigel Mansell  | Nigel Mansell  | Williams-Honda      | Resultados |
| 8       | Gran Premio de Alemania                    | 26 de julio      | Nigel Mansell  | Nigel Mansell  | Nelson Piquet  | Williams-Honda      | Resultados |
| 9       | Gran Premio de Hungría                     | 9 de agosto      | Nigel Mansell  | Nelson Piquet  | Nelson Piquet  | Williams-Honda      | Resultados |
| 10      | Gran Premio de Austria                     | 16 de agosto     | Nelson Piquet  | Nigel Mansell  | Nigel Mansell  | Williams-Honda      | Resultados |
| 11      | Gran Premio de Italia                      | 6 de septiembre  | Nelson Piquet  | Ayrton Senna   | Nelson Piquet  | Williams-Honda      | Resultados |
| 12      | Gran Premio de Portugal                    | 20 de septiembre | Gerhard Berger | Gerhard Berger | Alain Prost    | McLaren-TAG         | Resultados |
| 13      | Gran Premio de España                      | 27 de septiembre | Nelson Piquet  | Gerhard Berger | Nigel Mansell  | Williams-Honda      | Resultados |
| 14      | Gran Premio de México                      | 18 de octubre    | Nigel Mansell  | Nelson Piquet  | Nigel Mansell  | Williams-Honda      | Resultados |
| 15      | Gran Premio de Japón                       | 1 de noviembre   | Gerhard Berger | Alain Prost    | Gerhard Berger | Ferrari             | Resultados |
| 16      | Gran Premio de Australia                   | 15 de noviembre  | Gerhard Berger | Gerhard Berger | Gerhard Berger | Ferrari             | Resultados |

## Clasificaciones

### Sistema de puntuación
- Puntuaban los seis primeros de cada carrera.
- En el campeonato de pilotos, en la cuenta final solamente se contaron los 11 mejores resultados de 16 posibles.

| Posición | 1.º | 2.º | 3.º | 4.º | 5.º | 6.º |
| Puntos   | 9   | 6   | 4   | 3   | 2   | 1   |

### Campeonato de Pilotos
| Pos. | Piloto             | BRA | SMR | BEL | MON | USE | FRA | GBR | GER | HUN | AUT | ITA | POR | ESP | MEX | JPN | AUS | Puntos  |
| ---- | ------------------ | --- | --- | --- | --- | --- | --- | --- | --- | --- | --- | --- | --- | --- | --- | --- | --- | ------- |
| 1    | Nelson Piquet      | 2   | DNS | Ret | 2   | 2   | 2   | 2   | 1   | 1   | 2   | 1   | 3   | 4   | 2   | 15† | Ret | 73 (76) |
| 2    | Nigel Mansell      | 6   | 1   | Ret | Ret | 5   | 1   | 1   | Ret | 14† | 1   | 3   | Ret | 1   | 1   | DNS |     | 61      |
| 3    | Ayrton Senna       | Ret | 2   | Ret | 1   | 1   | 4   | 3   | 3   | 2   | 5   | 2   | 7   | 5   | Ret | 2   | DSQ | 57      |
| 4    | Alain Prost        | 1   | Ret | 1   | 9†  | 3   | 3   | Ret | 7†  | 3   | 6   | 15  | 1   | 2   | Ret | 7   | Ret | 46      |
| 5    | Gerhard Berger     | 4   | Ret | Ret | 4   | 4   | Ret | Ret | Ret | Ret | Ret | 4   | 2   | Ret | Ret | 1   | 1   | 36      |
| 6    | Stefan Johansson   | 3   | 4   | 2   | Ret | 7   | 8   | Ret | 2   | Ret | 7   | 6   | 5   | 3   | Ret | 3   | Ret | 30      |
| 7    | Michele Alboreto   | 8†  | 3   | Ret | 3   | Ret | Ret | Ret | Ret | Ret | Ret | Ret | Ret | 15† | Ret | 4   | 2   | 17      |
| 8    | Thierry Boutsen    | 5   | Ret | Ret | Ret | Ret | Ret | 7   | Ret | 4   | 4   | 5   | 14  | 16† | Ret | 5   | 3   | 16      |
| 9    | Teo Fabi           | Ret | Ret | Ret | 8   | Ret | 5   | 6   | Ret | Ret | 3   | 7   | 4†  | Ret | 5   | Ret | Ret | 12      |
| 10   | Eddie Cheever      | Ret | Ret | 4   | Ret | 6   | Ret | Ret | Ret | 8   | Ret | Ret | 6   | 8†  | 4   | 9†  | Ret | 8       |
| 11   | Jonathan Palmer    | 10  | Ret | Ret | 5   | 11  | 7   | 8   | 5   | 7   | 14  | 14  | 10  | Ret | 7   | 8   | 4   | 7       |
| 12   | Satoru Nakajima    | 7   | 6†  | 5   | 10  | Ret | NC  | 4   | Ret | Ret | 13  | 11  | 8   | 9   | Ret | 6   | Ret | 7       |
| 13   | Riccardo Patrese   | Ret | 9   | Ret | Ret | 9   | Ret | Ret | Ret | 5   | Ret | Ret | Ret | 13  | 3   | 11  | 9†  | 6       |
| 14   | Andrea de Cesaris  | Ret | Ret | 3   | Ret | Ret | Ret | Ret | Ret | Ret | Ret | Ret | Ret | Ret | Ret | Ret | 8†  | 4       |
| 15   | Philippe Streiff   | 11  | 8   | 9   | Ret | Ret | 6   | Ret | 4   | 9   | Ret | 12  | 12  | 7   | 8   | 12  | Ret | 4       |
| 16   | Derek Warwick      | Ret | 11† | Ret | Ret | Ret | Ret | 5   | Ret | 6   | Ret | Ret | 13  | 10  | Ret | 10  | Ret | 3       |
| 17   | Philippe Alliot    |     | 10  | 8   | Ret | Ret | Ret | Ret | 6   | Ret | 12  | Ret | Ret | 6   | 6   | Ret | Ret | 3       |
| 18   | Martin Brundle     | Ret | 5   | Ret | 7   | Ret | Ret | NC  | NC  | Ret | DSQ | Ret | Ret | 11  | Ret | Ret | Ret | 2       |
| 19   | Ivan Capelli       | DNS | Ret | Ret | 6   | Ret | Ret | Ret | Ret | 10  | 11  | 13  | 9   | 12  | Ret | Ret | Ret | 1       |
| 20   | René Arnoux        |     | DNS | 6   | 11  | 10  | Ret | Ret | Ret | Ret | 10  | 10  | Ret | Ret | Ret | Ret | Ret | 1       |
| 21   | Roberto Moreno     |     |     |     |     |     |     |     |     |     |     |     |     |     |     | Ret | 6   | 1       |
| NC   | Yannick Dalmas     |     |     |     |     |     |     |     |     |     |     |     |     |     | 9   | 14  | 5≠  | 0       |
| NC   | Christian Danner   | 9   | 7   | Ret | EX  | 8   | Ret | Ret | Ret | Ret | 9   | 9   | Ret | Ret | Ret | Ret | 7   | 0       |
| NC   | Piercarlo Ghinzani |     | Ret | 7   | 12  | Ret | Ret | EX  | Ret | 12  | 8   | 8   | Ret | Ret | Ret | 13  | Ret | 0       |
| NC   | Pascal Fabre       | 12  | 13  | 10  | 13  | 12  | 9   | 9   | Ret | 13  | NC  | DNQ | DNQ | Ret | DNQ |     |     | 0       |
| NC   | Alessandro Nannini | Ret | Ret | Ret | Ret | Ret | Ret | Ret | Ret | 11  | Ret | 16  | 11† | Ret | Ret | Ret | Ret | 0       |
| NC   | Alex Caffi         | Ret | 12† | Ret | Ret | Ret | Ret | Ret | Ret | Ret | Ret | Ret | Ret | DNQ | Ret | Ret | DNQ | 0       |
| NC   | Adrián Campos      | DSQ | Ret | Ret | DNS | Ret | Ret | Ret | Ret | Ret | Ret | Ret | Ret | 14  | Ret | Ret | Ret | 0       |
| NC   | Franco Forini      |     |     |     |     |     |     |     |     |     |     | Ret | Ret | DNQ |     |     |     | 0       |
| NC   | Nicola Larini      |     |     |     |     |     |     |     |     |     |     | DNQ |     | Ret |     |     |     | 0       |
| NC   | Gabriele Tarquini  |     | Ret |     |     |     |     |     |     |     |     |     |     |     |     |     |     | 0       |
| NC   | Stefano Modena     |     |     |     |     |     |     |     |     |     |     |     |     |     |     |     | Ret | 0       |
| Pos. | Piloto             | BRA | SMR | BEL | MON | USE | FRA | GBR | GER | HUN | AUT | ITA | POR | ESP | MEX | JPN | AUS | Puntos  |

| Color      | Resultado                          |
| ---------- | ---------------------------------- |
| Oro        | Ganador                            |
| Plata      | 2.º puesto                         |
| Bronce     | 3.er puesto                        |
| Verde      | Finalizó en los puntos             |
| Azul       | Finalizó sin puntos                |
| Azul       | NC - No clasificado                |
| Violeta    | Ret - No terminó                   |
| Rojo       | DNQ - No se clasificó              |
| Rojo       | DNPQ - No se preclasificó          |
| Negro      | DSQ - Descalificado                |
| Blanco     | DNS - No empezó                    |
| Blanco     | WD - Retirado                      |
| Blanco     | C - Carrera cancelada              |
| Azul claro | TD - Entrenamientos libres (2003-) |
| Sin color  | DNP - Inscrito, pero no participó  |
| Sin color  | INJ - Inscrito, pero lesionado     |
| Sin color  | EX - Excluido                      |

| Estado  | Resultado                                                                             |
| ------- | ------------------------------------------------------------------------------------- |
| Negrita | Pole position                                                                         |
| Cursiva | Vuelta rápida                                                                         |
| 1-8     | Posiciones puntuables de clasificación sprint (2021-)                                 |
| †       | No acabó el Gran Premio, pero fue clasificado ya que completó el porcentaje necesario |
| ‡       | Monoplaza compartido                                                                  |
| ~       | Se otorgó la mitad de puntos ya que no se cumplió con el 75% de la carrera            |
| ≠       | No obtuvo puntos ya que era piloto invitado                                           |
| F2      | Inscrito para carrera de Fórmula 2, no sumaba puntos                                  |

### Estadísticas del Campeonato de Pilotos
| Pos. | Piloto             | N.º | Puntos  | Victorias | Podios | Poles |
| ---- | ------------------ | --- | ------- | --------- | ------ | ----- |
| 1    | Nelson Piquet      | 6   | 73 (76) | 3         | 11     | 4     |
| 2    | Nigel Mansell      | 5   | 61      | 6         | 7      | 8     |
| 3    | Ayrton Senna       | 12  | 57      | 2         | 8      | 1     |
| 4    | Alain Prost        | 1   | 46      | 3         | 7      |       |
| 5    | Gerhard Berger     | 28  | 36      | 2         | 3      | 3     |
| 6    | Stefan Johansson   | 2   | 30      |           | 5      |       |
| 7    | Michele Alboreto   | 27  | 17      |           | 3      |       |
| 8    | Thierry Boutsen    | 20  | 16      |           | 1      |       |
| 9    | Teo Fabi           | 19  | 12      |           | 1      |       |
| 10   | Eddie Cheever      | 18  | 8       |           |        |       |
| 11   | Satoru Nakajima    | 11  | 7       |           |        |       |
| 12   | Jonathan Palmer    | 3   | 7       |           |        |       |
| 13   | Riccardo Patrese   | 5   | 6       |           | 1      |       |
| 14   | Andrea de Cesaris  | 8   | 4       |           | 1      |       |
| 15   | Philippe Streiff   | 4   | 4       |           |        |       |
| 16   | Philippe Alliot    | 30  | 3       |           |        |       |
| 17   | Derek Warwick      | 17  | 3       |           |        |       |
| 18   | Martin Brundle     | 9   | 2       |           |        |       |
| 19   | Yannick Dalmas     | 29  | 2       |           |        |       |
| 20   | Roberto Moreno     | 14  | 1       |           |        |       |
| 21   | Ivan Capelli       | 16  | 1       |           |        |       |
| 22   | René Arnoux        | 25  | 1       |           |        |       |
| NC   | Stefano Modena     | 7   |         |           |        |       |
| NC   | Alessandro Nannini | 24  |         |           |        |       |
| NC   | Pascal Fabre       | 14  |         |           |        |       |
| NC   | Nicola Larini      | 32  |         |           |        |       |
| NC   | Adrián Campos      | 23  |         |           |        |       |
| NC   | Franco Forini      | 22  |         |           |        |       |
| NC   | Gabriele Tarquini  | 22  |         |           |        |       |
| NC   | Christian Danner   | 10  |         |           |        |       |
| NC   | Alex Caffi         | 21  |         |           |        |       |
| NC   | Piercarlo Ghinzani | 26  |         |           |        |       |

### Campeonato de Constructores
| Pos | Constructor            | N.º | BRA | SMR | BEL | MON | USE | FRA | GBR | GER | HUN | AUT | ITA | POR | ESP | MEX | JPN | AUS | Puntos |
| --- | ---------------------- | --- | --- | --- | --- | --- | --- | --- | --- | --- | --- | --- | --- | --- | --- | --- | --- | --- | ------ |
| 1   | Williams-Honda         | 5   | 6   | 1   | Ret | Ret | 5   | 1   | 1   | Ret | 14  | 1   | 3   | Ret | 1   | 1   | DNS | 9   | 137    |
| 1   | Williams-Honda         | 6   | 2   | DNS | Ret | 2   | 2   | 2   | 2   | 1   | 1   | 2   | 1   | 3   | 4   | 2   | 15  | Ret | 137    |
| 2   | McLaren-TAG            | 1   | 1   | Ret | 1   | 9   | 3   | 3   | Ret | 7   | 3   | 6   | 14  | 1   | 2   | Ret | 7   | Ret | 76     |
| 2   | McLaren-TAG            | 2   | 3   | 4   | 2   | Ret | 7   | 8   | Ret | 2   | Ret | 7   | 6   | 5   | 3   | Ret | 3   | Ret | 76     |
| 3   | Lotus-Honda            | 11  | 7   | 6   | 5   | 10  | Ret | NC  | 4   | Ret | Ret | 13  | 11  | 8   | 9   | Ret | 6   | Ret | 64     |
| 3   | Lotus-Honda            | 12  | Ret | 2   | Ret | 1   | 1   | 4   | 3   | 3   | 2   | 5   | 2   | 7   | 5   | Ret | 2   | DSQ | 64     |
| 4   | Ferrari                | 27  | 8   | 3   | Ret | 3   | Ret | Ret | Ret | Ret | Ret | Ret | Ret | Ret | 15  | Ret | 4   | 2   | 53     |
| 4   | Ferrari                | 28  | 4   | Ret | Ret | 4   | 4   | Ret | Ret | Ret | Ret | Ret | 4   | 2   | Ret | Ret | 1   | 1   | 53     |
| 5   | Benetton-Ford          | 19  | Ret | Ret | Ret | 8   | Ret | 5   | 6   | Ret | Ret | 3   | 7   | 4   | Ret | 5   | Ret | Ret | 28     |
| 5   | Benetton-Ford          | 20  | 5   | Ret | Ret | Ret | Ret | Ret | 7   | Ret | 4   | 4   | 5   | 14  | 16  | Ret | 5   | 3   | 28     |
| 6   | Tyrrell-Ford           | 3   | 10  | Ret | Ret | 5   | 11  | 7   | 8   | 5   | 7   | 14  | 14  | 10  | Ret | 7   | 8   | 4   | 11     |
| 6   | Tyrrell-Ford           | 4   | 11  | 8   | 9   | Ret | Ret | 6   | Ret | 4   | 9   | Ret | 12  | 12  | 7   | 8   | 12  | Ret | 11     |
| 7   | Arrows-Megatron        | 17  | Ret | 8   | Ret | Ret | Ret | Ret | 5   | Ret | 6   | Ret | Ret | 13  | 10  | Ret | 10  | Ret | 11     |
| 7   | Arrows-Megatron        | 18  | Ret | Ret | 4   | 11  | 6   | Ret | Ret | Ret | 8   | Ret | Ret | 6   | 8   | 4   | 9   | Ret | 11     |
| 8   | Brabham-BMW            | 7   | Ret | 9   | Ret | Ret | 9   | Ret | Ret | Ret | 5   | Ret | Ret | Ret | 13  | 3   | 11  | Ret | 10     |
| 8   | Brabham-BMW            | 8   | Ret | Ret | 3   | Ret | Ret | Ret | Ret | Ret | Ret | Ret | Ret | Ret | Ret | Ret | Ret | 8   | 10     |
| 9   | Lola-Ford              | 29  |     |     |     |     |     |     |     |     |     |     |     |     |     | 9   | 14  | 5≠  | 3      |
| 9   | Lola-Ford              | 30  |     | 10  | 8   | Ret | Ret | Ret | Ret | 6   | Ret | 12  | Ret | Ret | 6   | 6   | Ret | Ret | 3      |
| 10  | Zakspeed               | 9   | Ret | 5   | Ret | 7   | Ret | Ret | NC  | NC  | Ret | DSQ | Ret | Ret | 11  | Ret | Ret | Ret | 2      |
| 10  | Zakspeed               | 10  | 9   | 7   | Ret | EX  | 8   | Ret | Ret | Ret | Ret | 9   | 9   | DNS | Ret | Ret | Ret | 7   | 2      |
| 11  | Ligier-Megatron        | 25  |     | DNS | 6   | 11  | 10  | Ret | Ret | Ret | Ret | 10  | 10  | Ret | Ret | Ret | Ret | 9   | 1      |
| 11  | Ligier-Megatron        | 26  |     | Ret | 7   | 12  | Ret | Ret | EX  | Ret | 12  | 8   | 8   | Ret | Ret | Ret | 13  | 9   | 1      |
| 12  | AGS-Ford               | 14  | 12  | 13  | 10  | 13  | 12  | 9   | 9   | Ret | 13  | NC  | DNQ | DNQ | Ret | DNQ | Ret | 6   | 1      |
| 13  | March-Ford             | 16  | DNS | Ret | Ret | 6   | Ret | Ret | Ret | Ret | 10  | 11  | 13  | 9   | 12  | Ret | Ret | Ret | 1      |
| NC  | Minardi-Motori Moderni | 23  | DSQ | Ret | Ret | DNS | Ret | Ret | Ret | Ret | Ret | Ret | Ret | Ret | 14  | Ret | Ret | Ret | 0      |
| NC  | Minardi-Motori Moderni | 24  | Ret | Ret | Ret | Ret | Ret | Ret | Ret | Ret | 11  | Ret | 16  | 11  | Ret | Ret | Ret | Ret | 0      |
| NC  | Osella-Alfa Romeo      | 21  | Ret | 12  | Ret | Ret | Ret | Ret | Ret | Ret | Ret | Ret | Ret | Ret | DNQ | Ret | Ret | DNQ | 0      |
| NC  | Osella-Alfa Romeo      | 22  |     | Ret |     |     |     |     |     |     |     |     | Ret | Ret | DNQ |     |     |     | 0      |
| NC  | Coloni-Ford            | 32  |     |     |     |     |     |     |     |     |     | DNQ |     | Ret |     |     |     |     | 0      |
| Pos | Constructor            | N.º | BRA | SMR | BEL | MON | USE | FRA | GBR | GER | HUN | AUT | ITA | POR | ESP | MEX | JPN | AUS | Puntos |

### Estadísticas del Campeonato de Constructores
| Pos. | Constructor            | Puntos | Victorias | Podios | Poles |
| ---- | ---------------------- | ------ | --------- | ------ | ----- |
| 1    | Williams-Honda         | 137    | 9         | 18     | 12    |
| 2    | McLaren-TAG            | 76     | 3         | 12     |       |
| 3    | Lotus-Honda            | 64     | 2         | 8      | 1     |
| 4    | Ferrari                | 53     | 2         | 6      | 3     |
| 5    | Benetton-Ford          | 28     |           | 2      |       |
| 6    | Tyrrell-Ford           | 11     |           |        |       |
| 7    | Arrows-Megatron        | 11     |           |        |       |
| 8    | Brabham-BMW            | 10     |           | 2      |       |
| 9    | Lola-Ford              | 5      |           |        |       |
| 10   | Zakspeed               | 2      |           |        |       |
| 11   | AGS-Ford               | 1      |           |        |       |
| 12   | Ligier-Megatron        | 1      |           |        |       |
| 13   | March-Ford             | 1      |           |        |       |
| NC   | Osella-Alfa Romeo      |        |           |        |       |
| NC   | Minardi-Motori Moderni |        |           |        |       |
| NC   | Coloni-Ford            |        |           |        |       |

### Trofeo Jim Clark
| Pos.    | Piloto           | Puntos  |
| ------- | ---------------- | ------- |
| 1       | Jonathan Palmer  | 87 (95) |
| 2       | Philippe Streiff | 74      |
| 3       | Philippe Alliot  | 43      |
| 4       | Ivan Capelli     | 38      |
| 5       | Pascal Fabre     | 35      |
| 6       | Roberto Moreno   | 4       |
| NC      | Yannick Dalmas   | 0       |
| NC      | Nicola Larini    | 0       |
| Fuente: |                  |         |

### Trofeo Colin Chapman
| Pos.    | Piloto       | Puntos    |
| ------- | ------------ | --------- |
| 1       | Tyrrell-Ford | 135 (169) |
| 2       | Lola-Ford    | 43        |
| 3       | AGS-Ford     | 41        |
| 4       | March-Ford   | 38        |
| NC      | Coloni-Ford  | 0         |
| Fuente: |              |           |